# Paula Burlamaqui

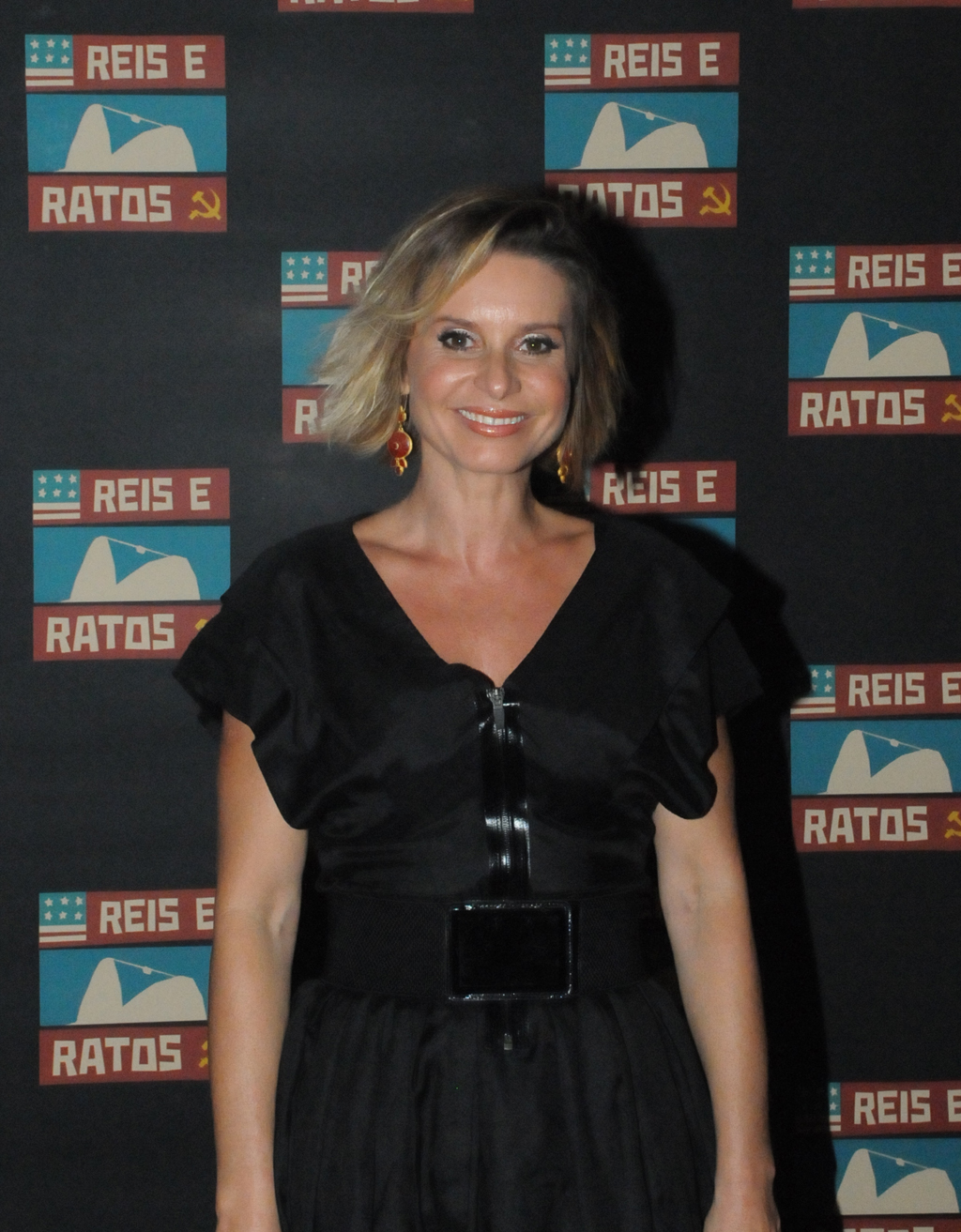
Paula Burlamaqui

Ana Paula Burlamaqui Soares (n. 2 februarie 1967) este o actriță braziliană.
Fiica fostului portar Mauro Matta Soares, care a jucat pentru Vasco și Flamengo, a câștigat concursul Garota do Fantástico, Rede Globo, în 1987. Debutul său în telenovele a venit în 1989 cu O Sexo dos Anjos pe aceeași stație.
Cel mai mare rol în televiziune îl avea în teatrul de operă América, în 2005, cu personajul Islene. După ce a acționat în complotul lui Glória Perez, a fost solicitat numai pentru roluri complexe în parcele globale.
În 2012 a intrat în romanul celor nouă Avenida Brasil cu evanghelica Dolores Neiva, care a trecut ca actriță pornografică cu numele Soninha Catatau.
În 2014, îl semnează pe Paula Burlamaquy din cauza numerologiei.